# Candace Chapman
Candace Marie Margaret Chapman (Port of Spain, 2 de abril de 1983) é uma ex-futebolista trinitina, nascionalizada canadense que atua como defensora, medalhista olímpica. 

## Carreira
Candace Chapman fez parte do elenco medalha de bronze em Londres 2012.